# Rederi J. Lauritzen

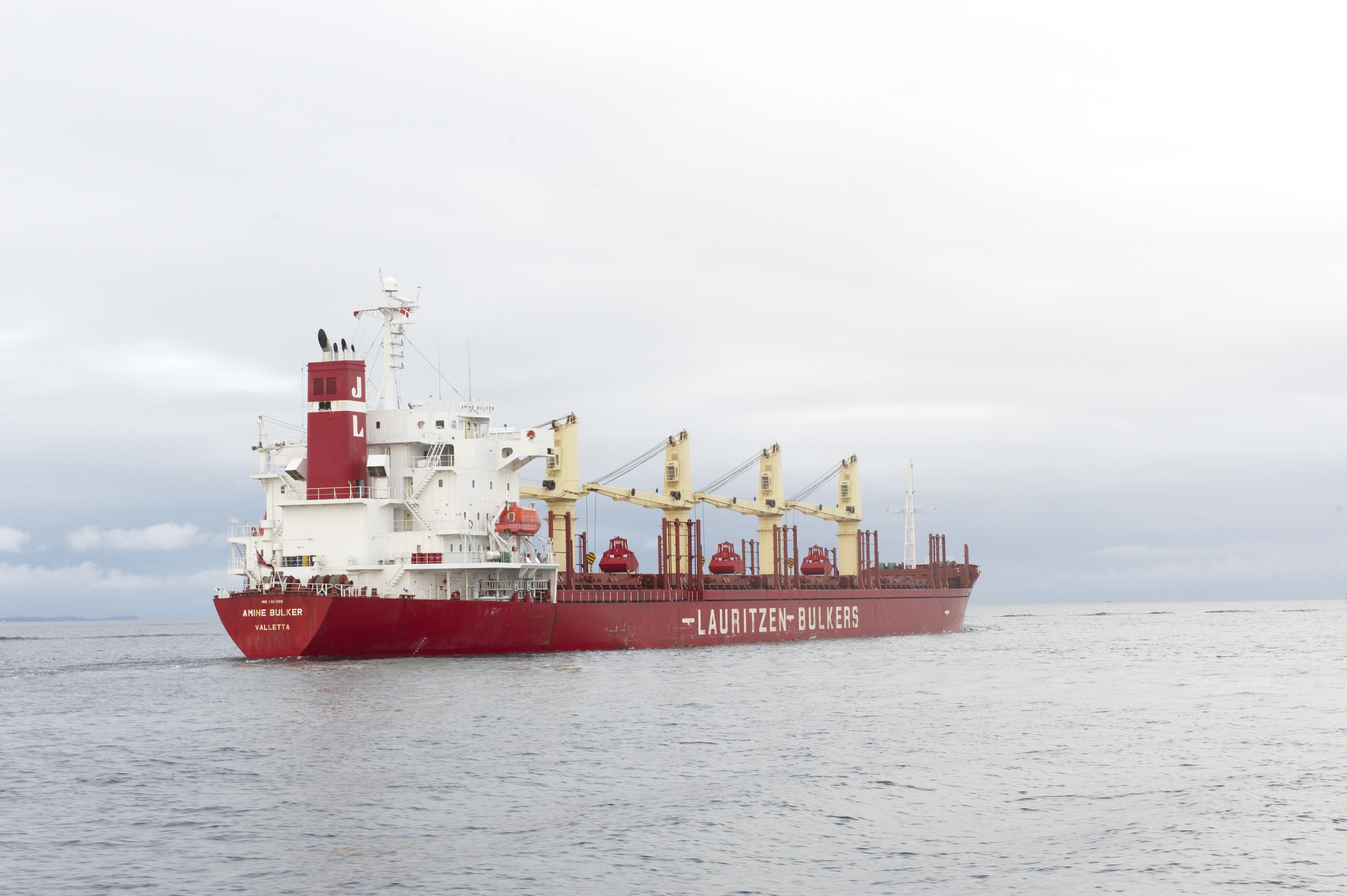
Amine Bulker

Rederi J. Lauritzen A/S är ett danskt rederi, som idag driver verksamhet inom bulktrafik med torrlast samt gastransporter. Rederiet grundades 1884 av den då 24-årige Ditlev Lauritzen (1859–1935), som använde sin fars namn för företaget. 
J. Lauritzen införskaffade 1888 sitt första ångfartyg, S/S Uganda. Rederiet har mellan 1952 och 1987 bedrivit sjöfart på Grönland samt kyltransporter till sjöss. Idag opererar företaget 150 fartyg i Lauritzen Bulkers och Lauritzen Kosan.
Rederiet hade tidigare skonerten Lilla Dan som skolfartyg fram till 1996. 
J. Lauritzen ägde Aalborg Værft 1937–1988.
Företaget ägs idag av Lauritzen Fonden.